# Mies
Mies is een gemeente en plaats in het Zwitserse kanton Vaud, en maakt deel uit van het district Nyon. Mies telde in 2015 1.981 inwoners, in 2005 waren dit er 1.482.

## Geografie
Mies ligt aan het meer van Genève en grenst eveneens direct aan het kanton Genève en de gemeente Versoix daarbinnen.

## Sport
In Mies is het hoofdkwartier van de Fédération Internationale de Basketball of FIBA gevestigd.

## Geboren
- Corinne Coderey (1935-1998), actrice

## Overleden
- Corinne Coderey (1935-1998), actrice